# Sue Gardner

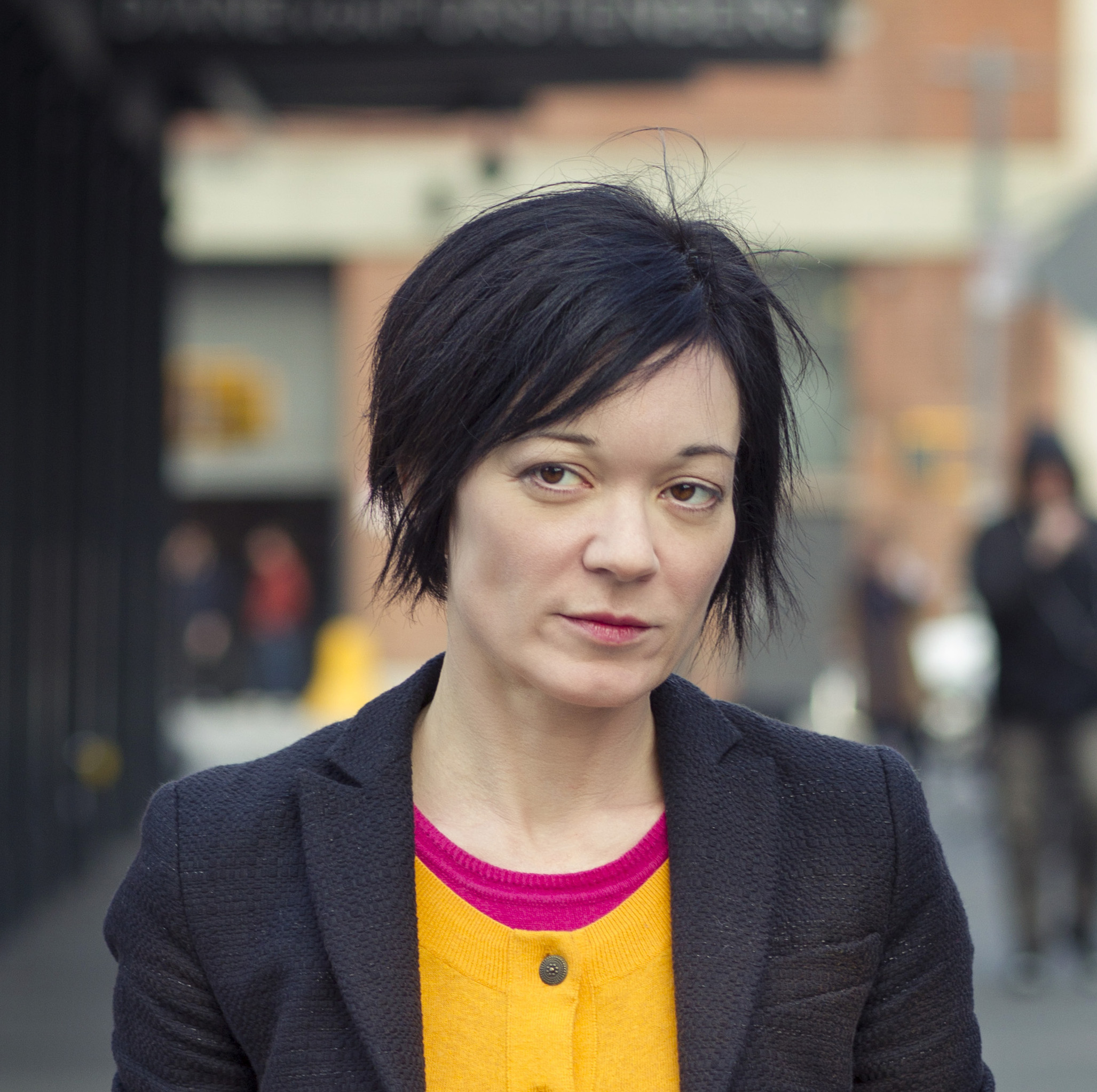
Sue Gardner (2012)

Sue Gardner (* 11. Mai 1967 in Bridgetown, Barbados) ist eine kanadische Journalistin. Von Dezember 2007 bis Mai 2014 war sie als Geschäftsführerin der Wikimedia Foundation in San Francisco tätig.

## Leben
Gardner wuchs in Port Hope (Northumberland County, Ontario) als Tochter eines anglikanischen Pfarrers und Schulleiters auf. Von 1987 bis 1990 studierte sie Journalismus an der Ryerson University. Sue Gardner begann ihre Karriere 1990 beim kanadischen Radiosender Broadcasting Corporation CBC im Programm As It Happens. Mehr als zehn Jahre arbeitete sie als Produzentin, Reporterin und Dokumentarfilmerin für CBC Radio und für die auf Pop-Kultur und Soziales spezialisierte Newsworld International.
Im Mai 2007 verließ Gardner die Broadcasting Corporation, arbeitete kurze Zeit später zunächst als Beraterin, dann ab Dezember 2007 als Geschäftsführerin für die Wikimedia Foundation. Im Winter 2007 organisierte sie den Umzug der Foundation von Tampa nach San Francisco.
Ende 2011 hat Sue Gardner in diversen Interviews die Pläne für Wikimedia-Projekte bekanntgegeben. So wurde an der Entwicklung einer neuen benutzerfreundlichen Oberfläche gearbeitet. Dieser Visual Editor sollte die veraltete und komplexe Benutzeroberfläche ersetzen und das Hochladen von Bildern, das Anhängen von Informationen über Urheberrechte und Lizenzen oder das Einbinden von Quellen vereinfachen.
Einen weiteren Schwerpunkt ihrer Arbeit sah Gardner in der Gewinnung von Autoren in Indien, Afrika und Südamerika sowie der Erhöhung des Anteiles von Frauen in der Wikimedia-Bewegung. Durch Schulungsprogramme und Campus-Botschafter wollte sie erreichen, dass sich der Anteil der Frauen von etwa 8 bis 14 Prozent auf 25 Prozent erhöht.
2012 wurde sie in der von der Zeitschrift Forbes Magazine geführten Liste The World’s 100 Most Powerful Women auf Platz 70 geführt. Das dortige Profil hebt besonders hervor, dass sie den eintägigen Blackoutprotest gegen den Stop Online Piracy Act (SOPA) in Wikipedia angeführt habe.
Am 27. März 2013 gab Sue Gardner bekannt, in etwa einem halben Jahr zurücktreten zu wollen. Gleichzeitig erklärte sie, dass sie sich stärker für ein freies und offenes Internet einsetzen wolle, entweder durch die Gründung einer Non-Profit-Organisation, Lobbyarbeit oder das Schreiben eines Buches. Am 31. Mai 2014 schied sie als Geschäftsführerin bei Wikimedia aus. Ihre Nachfolgerin war von Juni 2014 bis März 2016 Lila Tretikov.
Im Mai 2015 wurde bekanntgegeben, dass Sue Gardner das Tor-Projekt beim langfristigen Aufbau einer nachhaltigen Organisationsstruktur berate. Seit April 2019 war sie CEO bei dem Nachrichten-Start-up „The Markup“, das gemeinnützigen Datenjournalismus betreiben sollte. Kurze Zeit später verließ sie das Projekt wegen der zu weit divergierenden Ansichten der Beteiligten.